# František Hodonský
František Hodonský (*19. února 1945, Moravský Písek) je český malíř, grafik, sochař, básník a vysokoškolský pedagog.

## Život
František Hodonský se narodil v rodině malíře-krajináře a grafika Františka Hodonského st. (1925-1999) a základům malby se učil u svého otce. Během dětství, které strávil v Podyjí, si vytvořil trvalý vztah ke krajině Jižní Moravy, lužním lesům i k vodnímu živlu tůní a slepých ramen řek.
V letech 1959-1963 navštěvoval Střední uměleckoprůmyslovou školu v Uherském Hradišti, obor propagace a dekorace (prof. Vladimír Hroch). Od roku 1963 studoval na Akademii výtvarných umění v Praze v ateliéru krajinářské a figurální malby u prof. Františka Jiroudka. Absolvoval také kursy grafických technik u prof. Ladislava Čepeláka (1963-1964). Studia ukončil roku 1969 a nastoupil jako propagační výtvarník v n.p. Výstavnictví Praha. Od roku 1975 byl odborným pracovníkem propagace v Ústředním kulturním domě železničářů v Praze. V letech 1980-1981 pracoval jako tapetář Pozemních staveb Praha. Poté byl do roku 1987 restaurátorem Státních restaurátorských ateliérů v Praze a pak do roku 1989 restaurátorem Českého fondu výtvarných umění. Po celou dobu studia i během zaměstnání v různých profesích se věnoval vlastní volné tvorbě. Poprvé vystavoval roku 1968 na společné výstavě studentů Akademie v Galerii výtvarného umění v Litoměřicích, samostatně vystavuje od roku 1976.
Roku 1990 byl jmenován docentem a vedoucím ateliéru krajinářské a figurální malby na Akademii výtvarných umění v Praze v Praze, v letech 1991-1997 zde působil jako profesor malby. Od roku 1998 byl profesorem a vedoucím ateliéru současné malby na Akadémii umenia v Banské Bystrici.
Je členem Umělecké besedy (1992) a SČUG Hollar (1996). Žije a pracuje v Praze a Holostřevech.
Jeho mladší bratr Ivan Hodonský je keramik.

### Ocenění
- 1998 Cena Masarykovy akademie umění za uměleckou a tvůrčí činnost
- 1998 Medaile Franze Kafky za uměleckou činnost
- 2003, 2004, 2005 oceněn na výstavách Grafika roku
- 2009 Cena SČUG Hollar
- 2010 Cena Společnosti pro vědu a umění
- 2011 Cena Vladimíra Boudníka za grafické dílo

## Dílo
Tvorba Františka Hodonského je řazena do linie českých imaginativních krajinářů, počínající Josefem Šímou, Jiřímu Johnem a Bohdanem Lacinou, kteří proměnili tradiční krajinomalbu v obrazné přemýšlení o krajině jako tajemném projevu moci přírody. Má také blízký vztah k dílům svých generačních druhů, zejména Ivana Ouhela, Vladimíra Nováka, Petra Šmahy nebo Pavla Mühlbauera. Jeho věčným tématem jsou proměny krajiny lužního lesa, kde chybí horizont a světlo pronikající shora vytváří lokální akordy barevnosti a zvýrazňuje přírodní struktury. Inspiraci nachází během toulek krajinou a bohatství podnětů zaznamenává v kresbách a pastelech.
Hodonský je zejména spontánní kolorista a jeho barvy, které mají svůj původ v zeleni porostů a modři vod, se v obraze mění v bohatou souhru barevné kompozice, ze které někdy zasvítí ohnivá červeň. Hodonský staví barvu na první místo, nad kompozici a kresbu, dokonce nad obraz. Jeho erbovní barvou je smaragdová zeleň. Při koncipování obrazů vychází více z materiální než optické kvality barvy. Hmotná podstata barvy je jím chápána ve své primární síle a projevuje se ve vědomě drsné robustnosti a agresivnosti. Barva má na obrazech svůj vlastní život, bohatý významem, asociacemi a evokacemi, rozrušuje formy a realitu rozvádí na symboly a znaky. Forma se podřizuje hmotné podstatě barvy a může se jevit jako více či méně abstraktní.
Prostor obrazů je někdy neutrální nebo mizí a substituuje za sebe čas. Jindy je aditivní a jednotlivé předmětné symboly řadí vedle sebe nebo pod sebe, či iluzivní s reálnými tvary, které prostřednictvím barvy vedou vnímání k podstatným obsahům. V řadě na sebe navazujících obrazů se prostor proměňuje a tím jak se jednotlivé tvary rozlévají v ploše, je čas problematizován a může být i zvratný.

### Malba
Raná tvorba Františka Hodonského, která vznikala ještě na střední výtvarné škole, osobitým způsobem reflektuje lidovou poetiku (Sváteční venkov, 1962-1963, Strážnické slavnosti, 1963). V uvolněné kompozici je patrný vliv fantazijní malby Marca Chagalla, ale kontrastní barevnost a plošnost již předznamenávají pozdější abstraktní, převážně krajinářské dílo. Počátkem 60. let přestávala být tabuizována předválečná moderna a bylo možné navazovat na její objevy a díla krajinářů Rady, Rabase a Pruchy. Profesor Hroch podněcoval koloristické cítění svých žáků. František Hodonský se v té době věnoval převážně zátiším a krajinomalbě v plenéru. V jeho raných portrétech a autoportrétech převažují studené tóny, pastózní nános barev, potemnělost a vážnost (Autoportrét, 1962-1963).
Během studia na Akademii vznikla převážně figurativní díla podle modelu (Josefína na červené dece, 1969) a krajiny malované v plenéru. V obrazech rozvíjí kontrastní barevnost ploch a přiznává výtvarnou inspiraci díly expresionistů, Gaugina nebo Kees van Dongena (Ležící, 1969). Pro příští Hodonského tvorbu byly důležité jeho mimoškolní práce, inspirované četbou a vlastní fantazií (Údolí Charlese Baudleira, 1966-1967), ve kterých volně navazuje na Preislera a Šímu.
V sedmdesátých letech byl Hodonský zaměstnán jako propagační výtvarník a pravděpodobně tím byla ovlivněna i jeho privátní tvorba, v níž se posunul až k radikální abstrakci krajiny do formy barevných znaků a volně pojednaných barevných ploch (Černý rybník, 1972, Přílet ptáků, 1981). Jeho první samostatná výstava roku 1976 představila převážně expresivně laděné obrazy. Ve druhé polovině 70. let se ustálil jeho malířský styl i barevnost s převahou zelených a smaragdových tónů. Hodonský hledá tvary a barevnost v krajině, vyzdvihuje hmotnost a kompaktnost jednotlivých prvků a podřizuje je celkovému rytmu obrazové kompozice.
Díla z 80. let shrnují a zobecňují předchozí úsilí. Předobraz přírody je podán jako soubor silně abstrahovaných tvarů ve formě výtvarného znaku. Názvy obrazů nasvědčují, že předlohou byly krajinné motivy (Zarůstající ostrov, 1982, Jarní krajina, 1984, Z ptačí rezervace, 1980, 1987), ale jejich interpretace respektuje pouze základní schéma krajinných prvků a malíř volně zachází s řazením prostorových plánů (Plovoucí ostrov, 1985, Hnízda nad rybníkem, 1988). Dominantní roli v prvotním vjemu hraje barva (Z Průhonic, 1982) nebo kontrasty několika ohraničených barevných ploch (Proplouvání, 1985). Díla "více vztažená k přírodě" se vyznačují expresivním podáním a výrazným výtvarným prvkem se stává struktura vysokého pastózního nánosu barvy (Plovoucí rostliny, 1982).
V 90. letech se Hodonský vrací k radikální výtvarné zkratce až na pomezí geometrické abstrakce (Průtok, Architektura proudů, 1997) a soustřeďuje se na interpretaci jednotlivých přírodních fenoménů (Vodní světlo, 1991, Lužní světlo, 1996). Některé obrazy jsou v monochromní zeleni, prozářené lazurou. Souhrnný syntetický tvar je výrazem symbiózy vodního živlu, vzduchu a vše pronikajícího světla. Hodonského krajiny nemají horizont a jsou spíše interpretací jejich vnitřního prožívání a abstrakcí reality (Z Benátek, 1991, Krajina z Walesu, 1994). Překotné přírodní jevy interpretuje expresivní skladbou vlnících se linií a dramatickým kontrastem barevných ploch (Povodeň, 1994).
Další vývoj Hodonského malířské tvorby předznamenal obraz Krajiny lazury z roku 1996. Mizí statické linie ohraničující plochy barev a kompozice obrazu podaná volnou štětcovou malbou vyjadřuje dynamický pohyb (Jarní vítr, 2007). Obrazy vystavěné z barevných skvrn (Z lužního lesa, 2001) jsou protějškem dřevořezů, kterými se Hodonský začal intenzivně zabývat od roku 1997. Jemně stavěné plány, pečlivé vyvážení emotivních barev, náznak světel a temných hlubin a pohyb vodní hladiny rozčeřené vanutím větru sbližují Hodonského tvorbu s Claude Monetem (Vodní vítr, 2008). Grafické tvorbě se Hodonský intenzivně věnoval mezi lety 2002-2007 a návrat k malbě znamenal předěl a přechod k mnohobarevným kompozicím. Obrazy z poslední doby se vyznačují až fauvisticky nespoutanou barevností s převahou teplých barev a světlých zelení (Růžové předjaří, Podzimní, 2016).

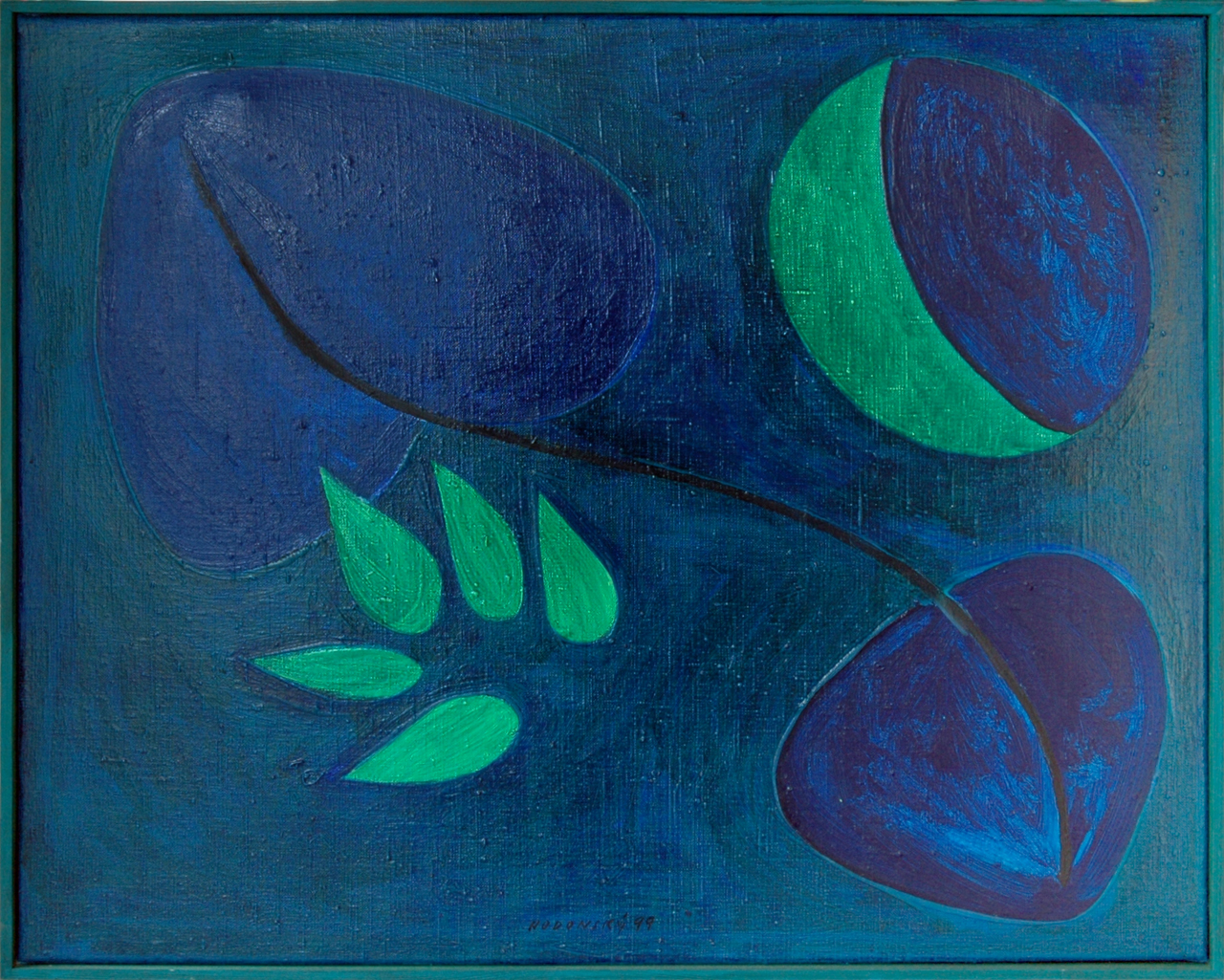
František Hodonský, V noční zahradě, olej, plátno, 1999
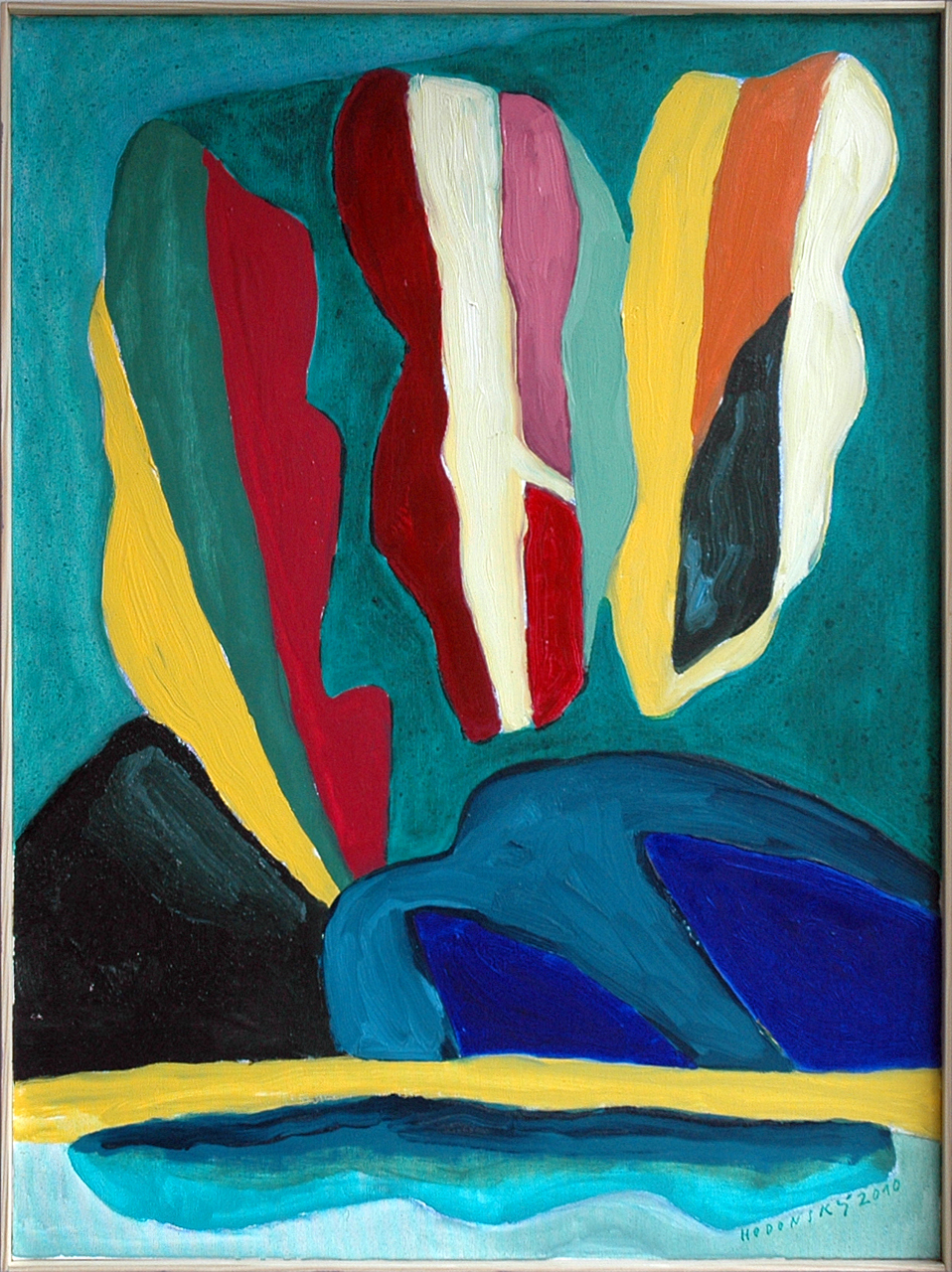
František Hodonský, Lužní podzim, olej, plátno, 2010
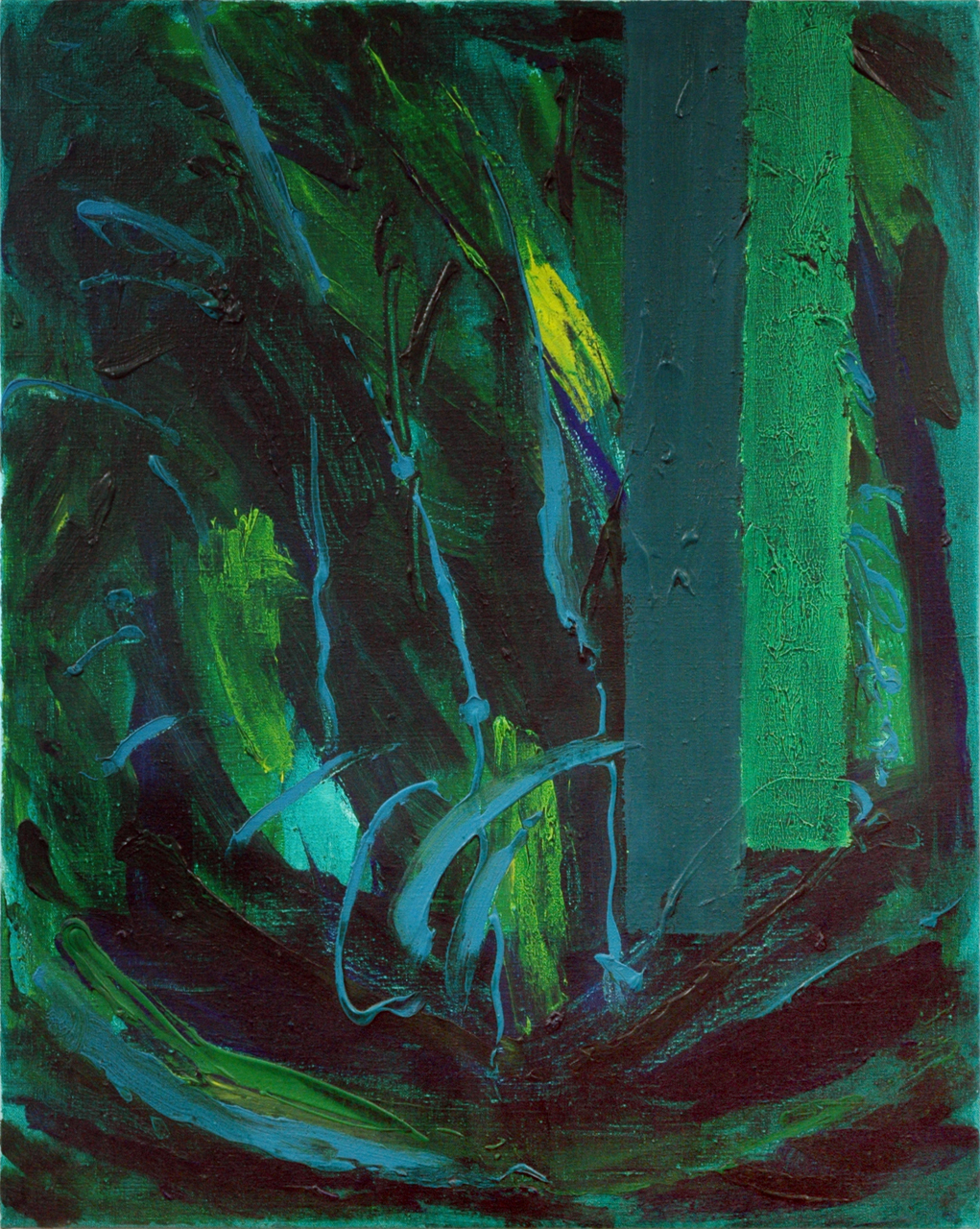
František Hodonský, Džungle, 2011
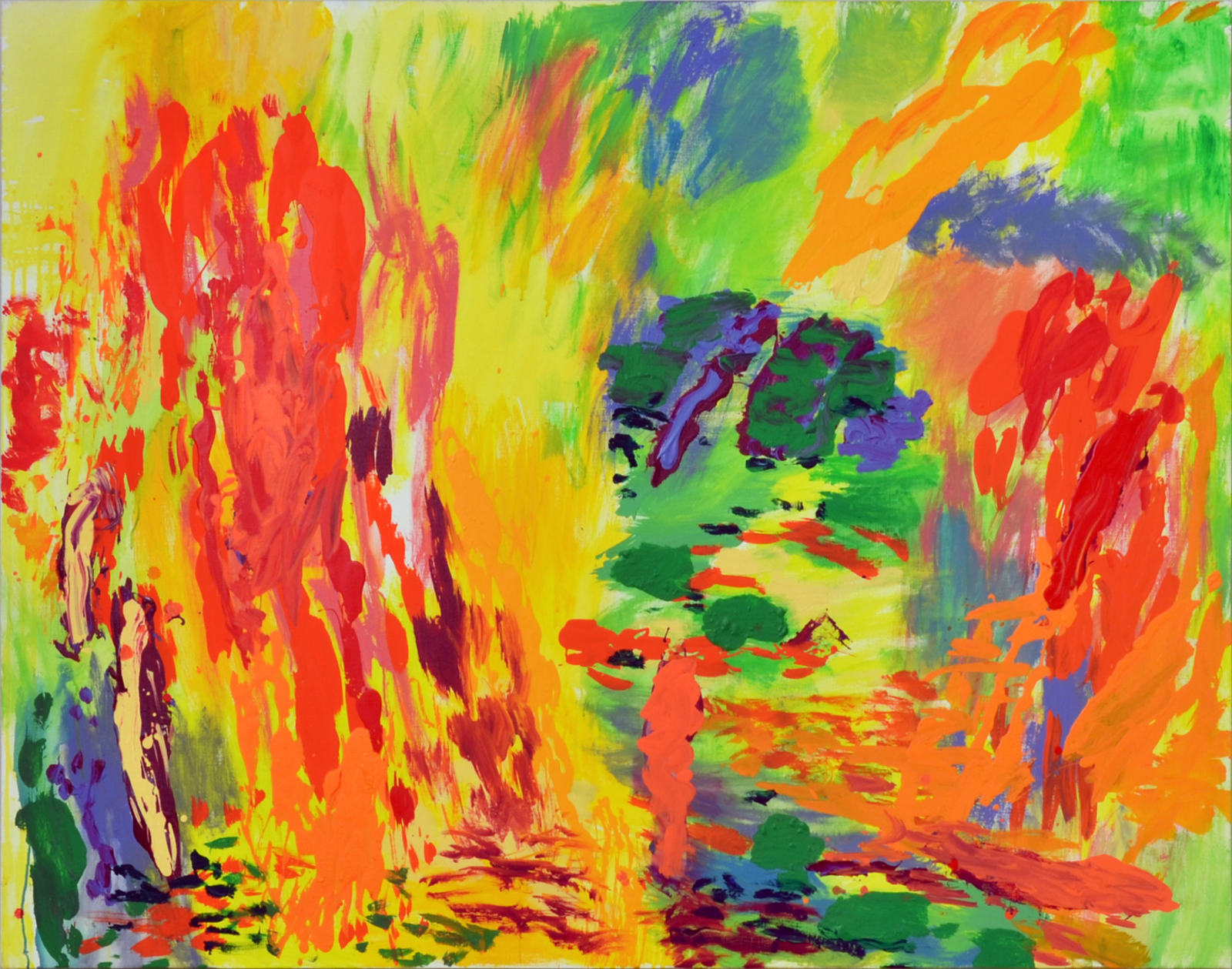
František Hodonský, Podzimní, akryl, plátno, 2016
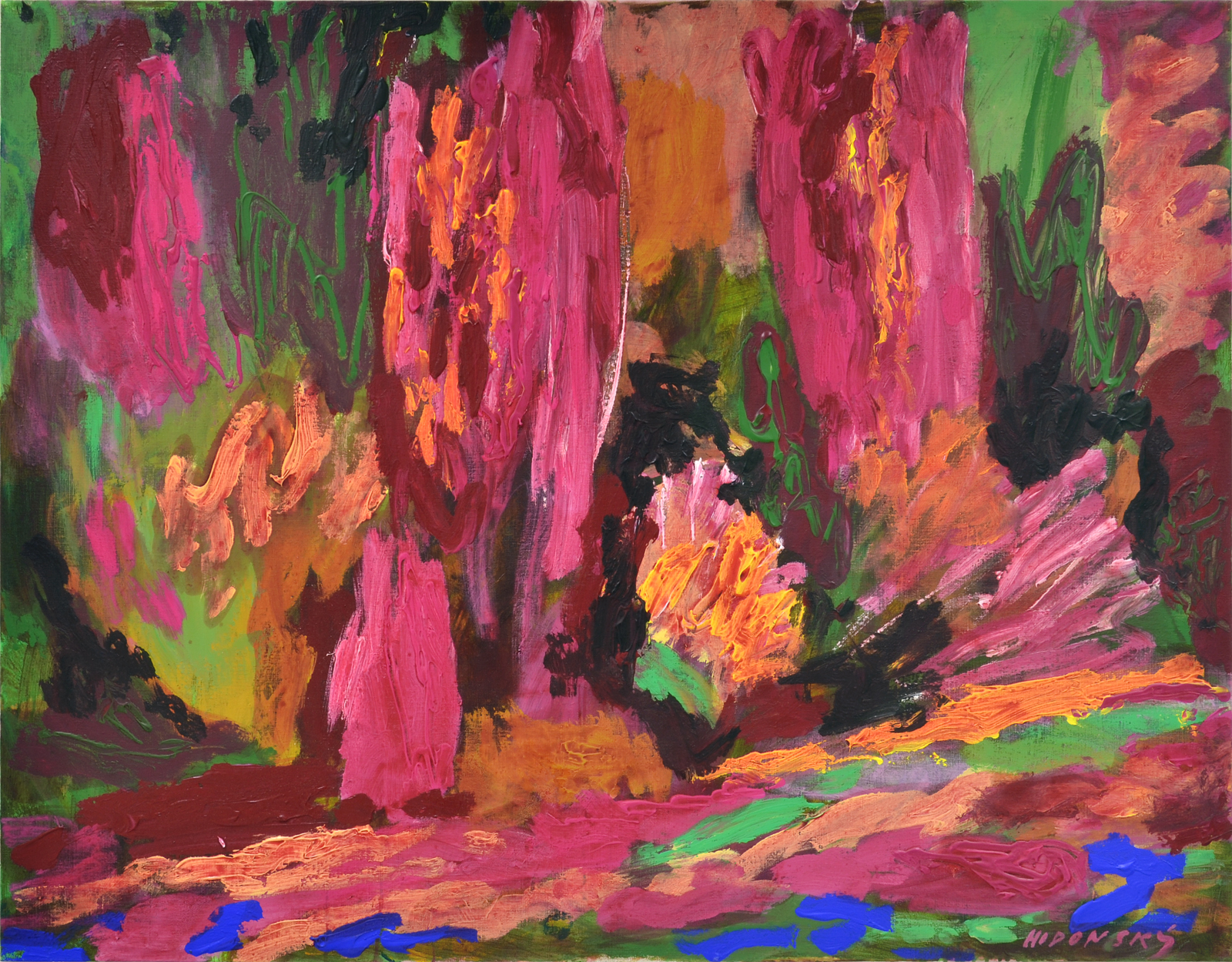
František Hodonský, Růžové předjaří, akryl, plátno, 2016

### Grafické dílo

#### Linoryty a litografie
František Hodonský se linořezem zabýval už za středoškolského studia a během pobytu na Akademii vyzkoušel i další techniky, včetně suché jehly, leptu nebo akvatinty. Jeho výtvarnému cítění však nejlépe vyhovoval linořez, ve kterém zaznamenal stejné motivy jako v malbě (Plovoucí rostliny, 1983, Z darů moře, 1986). Od linorytů 60. let, které ještě souvisejí s jeho figurálními malbami, dospěl v sedmdesátých a osmdesátých letech postupným propojením s dynamikou přírodních forem k abstrahovanému tvaru. Linoryty představují oproštěnější monumentální plochy (Noční monument, 1989). Je v nich vidět postupný formální a technický vývoj během celého desetiletí, který vyústil až ve velkou sérii dřevořezů, které vznikly převážně po roce 2002.
Hodonský používá techniku litografie od roku 1985. Umožňuje mu svou zářivou barevností zaznamenat expresivní a malířsky uvolněnou obraznost (Červencová krajina, 1985). Jeho litografie se vyznačují živou kresebnou linií a průzračným vrstvením barvy.

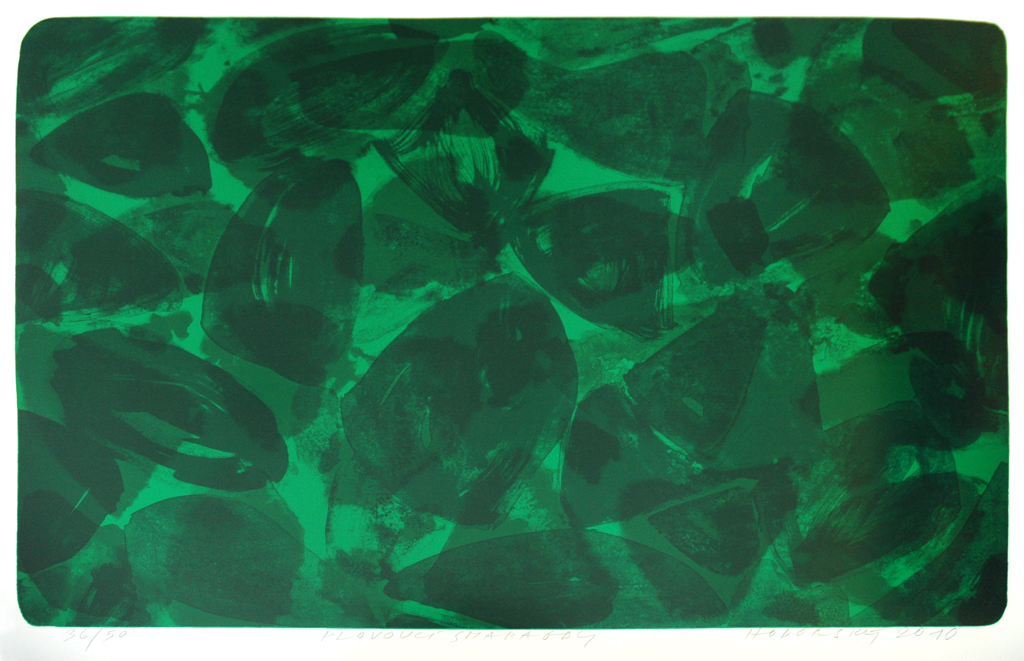
František Hodonský, Plovoucí smaragdy, litografie, 2010
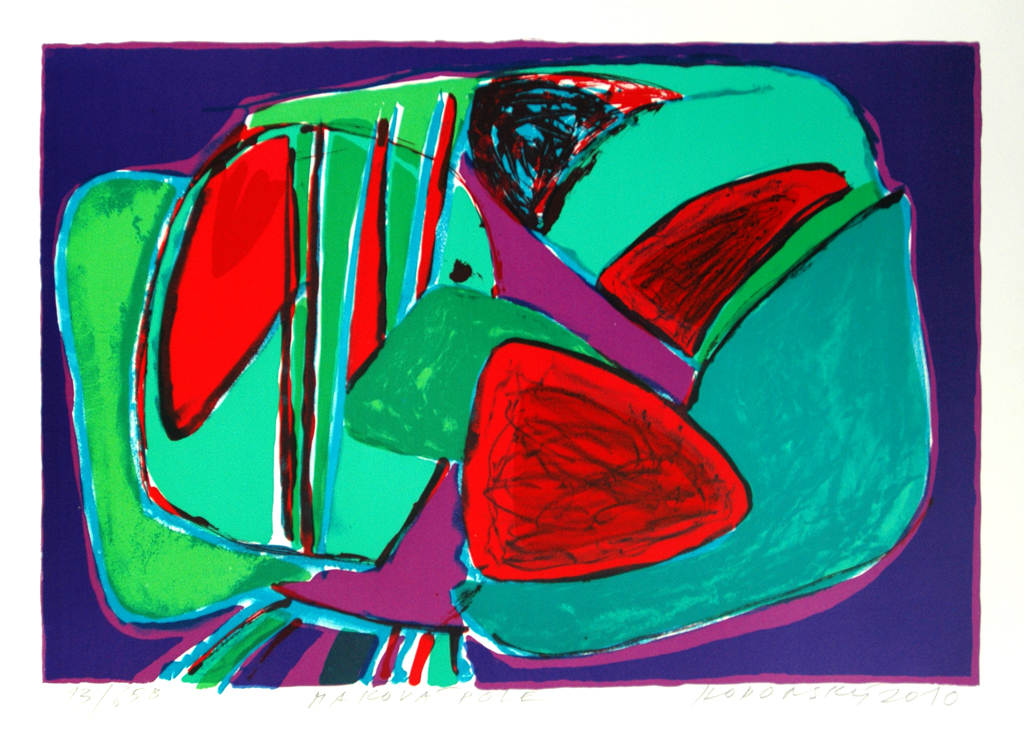
František Hodonský, Maková pole, litografie, 2010

#### Dřevořezy
Hodonskému slouží jako matrice převážně dřevotřískové desky o rozměru 70 x 100 cm, výjimečně i velký formát 110 x 150 cm, ze kterých tiskne sám, pouze ručním tlakem kosticí nebo hladkým kamenem. Vícebarevné tisky v nákladech do deseti kusů vznikají soutiskem čtyř až šesti barev z jedné postupně odrývané desky. Nepoužívá speciální rydla, ale hrubá sochařská dláta, a při práci s dřevotřískou svou roli hrají i drobné nepřesnosti nebo náhoda. Technika vyžaduje soustředěnost a jasnou představu celku, protože opravy a retuše jsou nemožné. Na druhé straně tento způsob práce zachovává a zvýrazňuje bezprostřední gesto a osobitý rytmus a dynamiku. Výsledek tisku je svou strukturou blízký gestické malbě. Rukopis autora je nezaměnitelný a vyniká šťavnatou razancí převážně zelených, smaragdových a teplých zemitých tónů.
Tématem dřevořezů jsou osobně prožité krajiny lužních lesů, podané jako ornamentálně působící grafické a barevné rytmy, záznamy podzimu a nočních zahrad, sluneční paprsky prodírající se korunami stromů, hra záblesků a stínů, odlesky světel na roztříštěné vodní hladině - struktury jedinečných, náhodně uspořádaných a nikdy neuchopitelných přírodních událostí (Lužní, 2001). Po přelomu tisíciletí vytvořil touto technikou i několik portrétů (Autoportrét, 2002) a abstraktní kompozice inspirované hudbou (Antonín Dvořák: Symfonie č. 2 B dur, op. 4, 2004). Autorovy vícebarevné dřevořezy a stejně originální "matrice-skulptury" představují vrcholný výtvarný výkon nejen v kontextu jeho tvorby, ale i v rámci celého spektra současného umění.

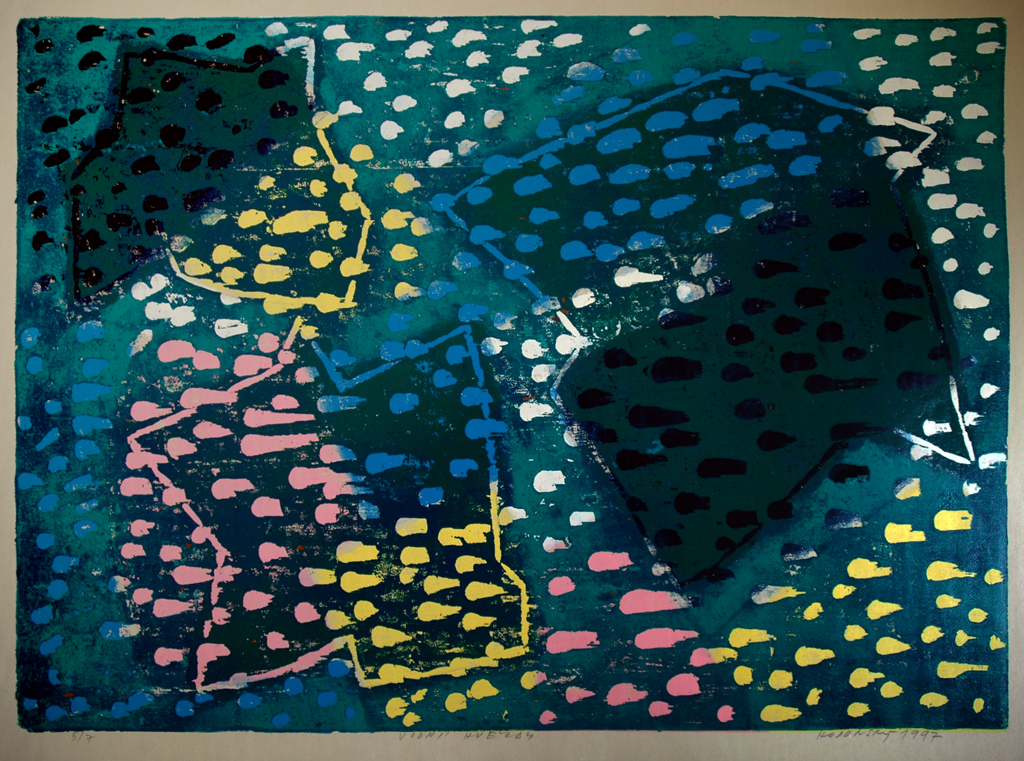
František Hodonský, Vodní hvězdy, dřevořez, 1997
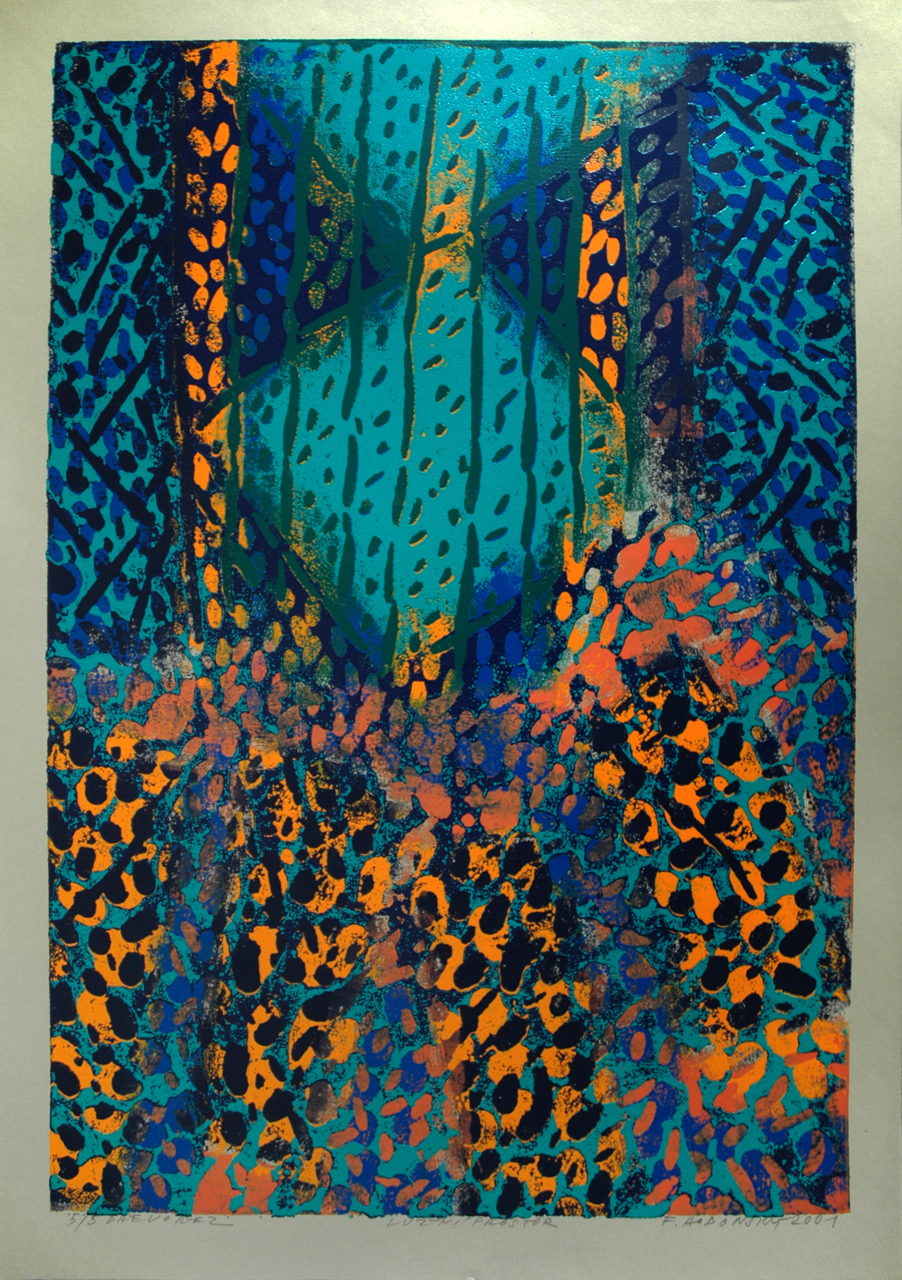
František Hodonský, Lužní prostor, dřevořez, 2001
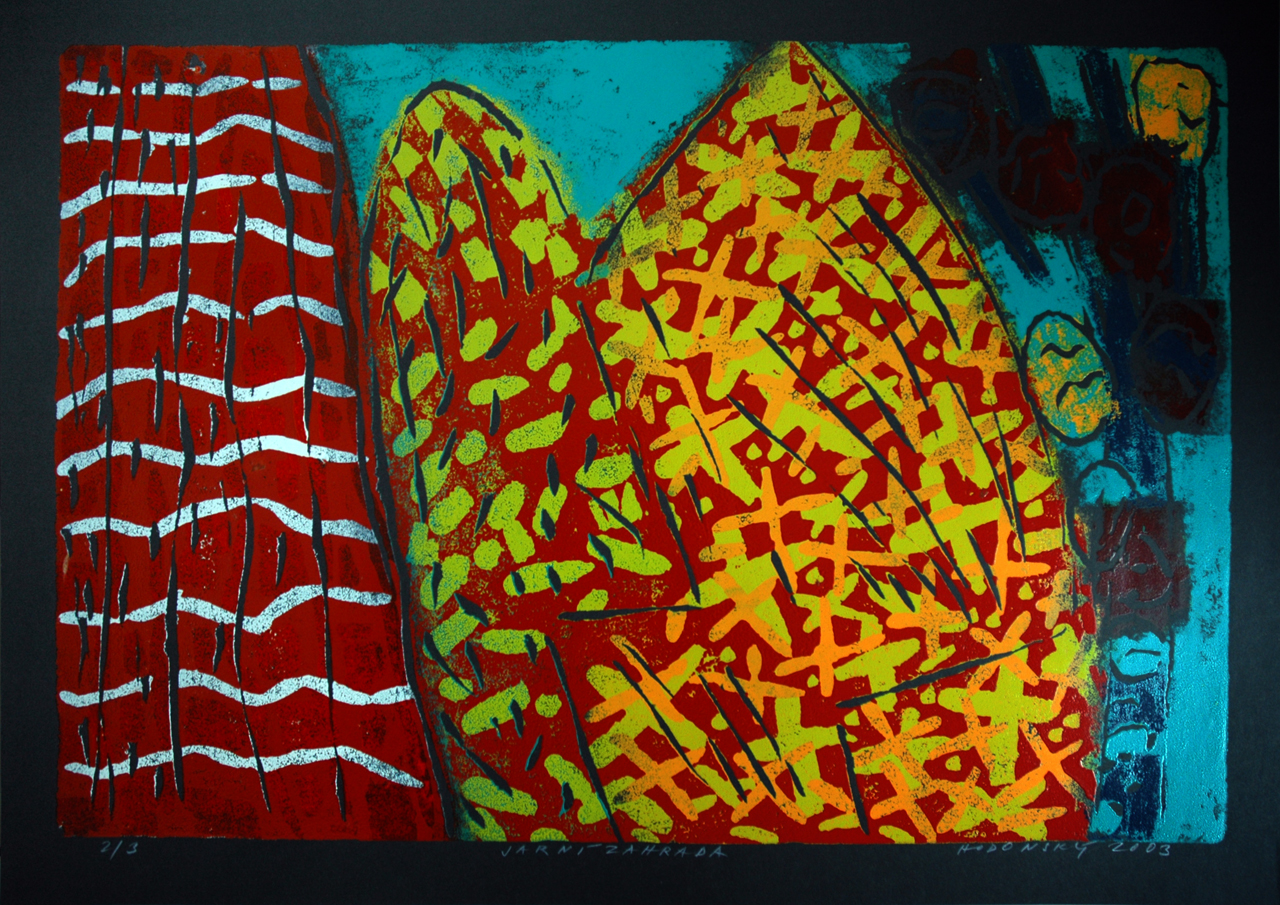
František Hodonský, Jarní zahrada, dřevořez, 2003
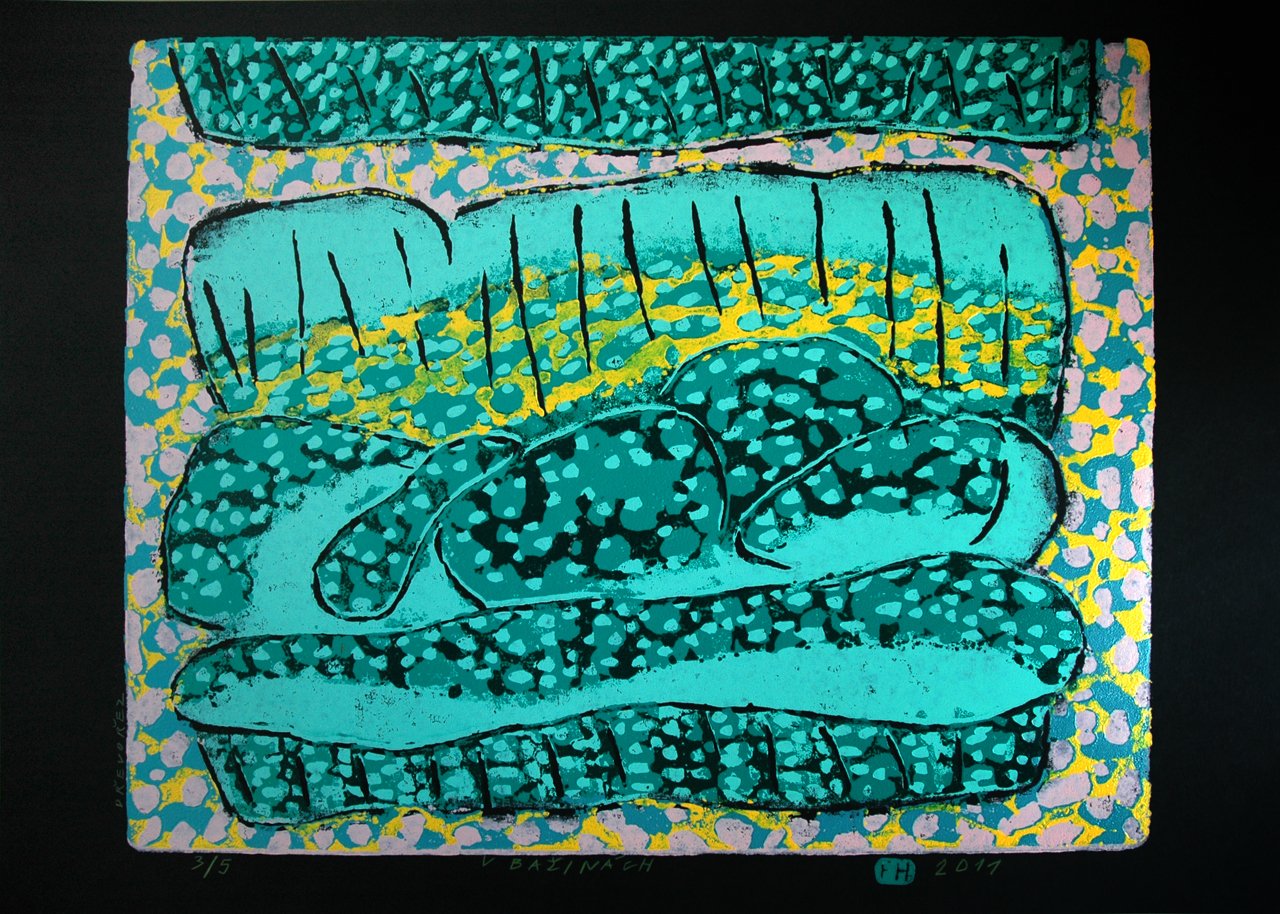
21. František Hodonský, V bažinách, dřevořez 2011

### Plastiky, objekty
Sochy Františka Hodonského jsou obvykle řezané z lipového dřeva a polychromované. Některé jeho rané figurální sochy, jejichž zjednodušené tvary navazují na moravské lidové řezby, působí groteskně svou objemností a křiklavou barevností (Slavnostně namalovaná dívka, 1972). Pozdější plastiky jsou monochromní, redukované na geometrické formy s výraznou strukturou dřeva (Vodní rostliny, 1980), nebo ztvárňují barevné plochy jeho obrazů jako třírozměrnou prostorovou formu (Rostlina ráno, Rostlina večer, 1981) nebo reliéfní asambláž (Paprsky nad hladinou, 1989). Některé sochy, kombinující dřevo s dráty a jutovou tkaninou, jsou vystavěné jako soustava vzájemně se prostupujících plošných plánů (Vodní rostliny, 1988). Autor používá i polychromovaný šamot (Přílet ptáků, 2003), papírovinu (Pocta Šímovi, 2003, Cypřiš, 2008) a některé sochy odlévá v bronzu (Keř, 1978, Průtok, 2003).
Vztah Hodonského ke dřevu se projevil i v jeho grafické tvorbě, když začal využívat jako matrice rozměrné dřevotřískové desky k několikabarevnému tisku z výšky a později vystavil tyto matrice jako působivé samostatné reliéfní objekty. Reliéfy svou polychromií nemusí mít přímý vztah ke grafickému listu a strukturou evokují hladkost i drsnost, pevnost i křehkost přírodních prvků.

V roce 2008 byly matrice vybrány pro Mezinárodní trienále současného umění v Národní galerii a symbolicky tak byla potvrzena jejich umělecká svébytnost. 
| „                    | Dřevořez posunul moje možnosti ztvárnění někam dál za malbu, do nečekaného prostoru plného tajemství a napětí z překrývání nekonečných vrstev intuice a podvědomí, které zhušťují obsah a uzavírají děj do rytmicky rozehrané plochy kontrastních dějových zvratů. Odsekáváním prostorových plánů lze u matric vyčíst jednotlivé fáze grafických postupů a koloristických vibrací, často stmelených do závěrečného defilé monochromní barvy. | “ |
| — F. Hodonský (2010) | |   |

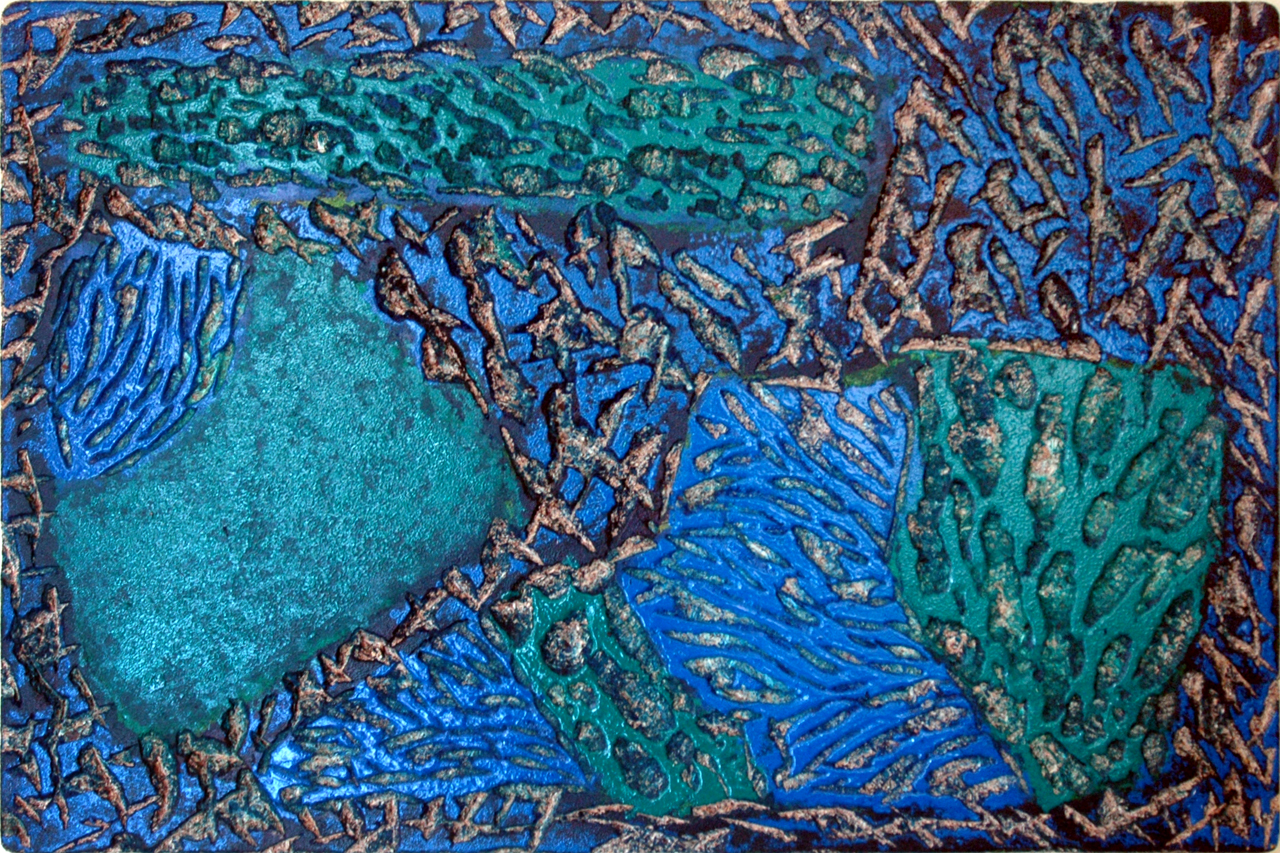
František Hodonský, dřevořezová matrice Z břehů rybníka, 2011
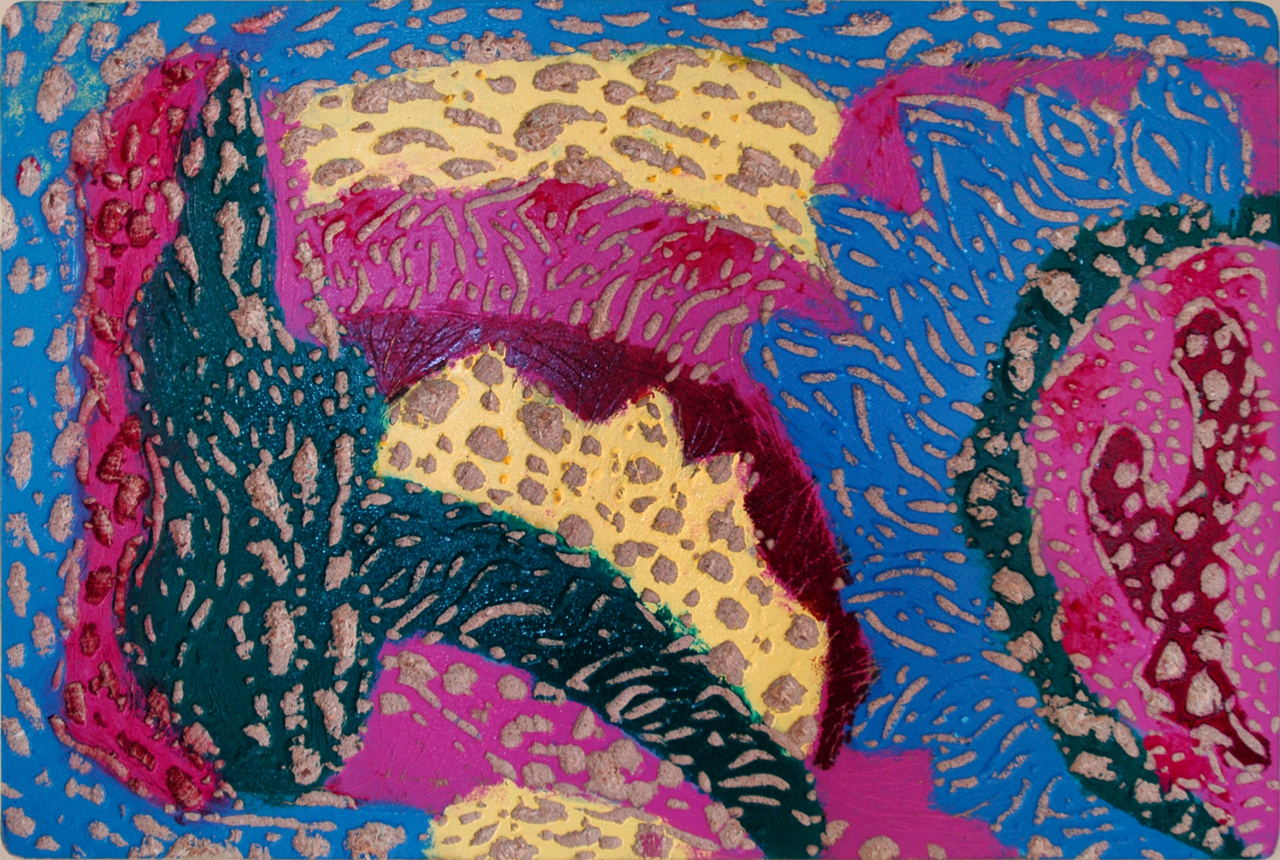
František Hodonský, dřevořezová matrice Zahradní slavnost, 2011
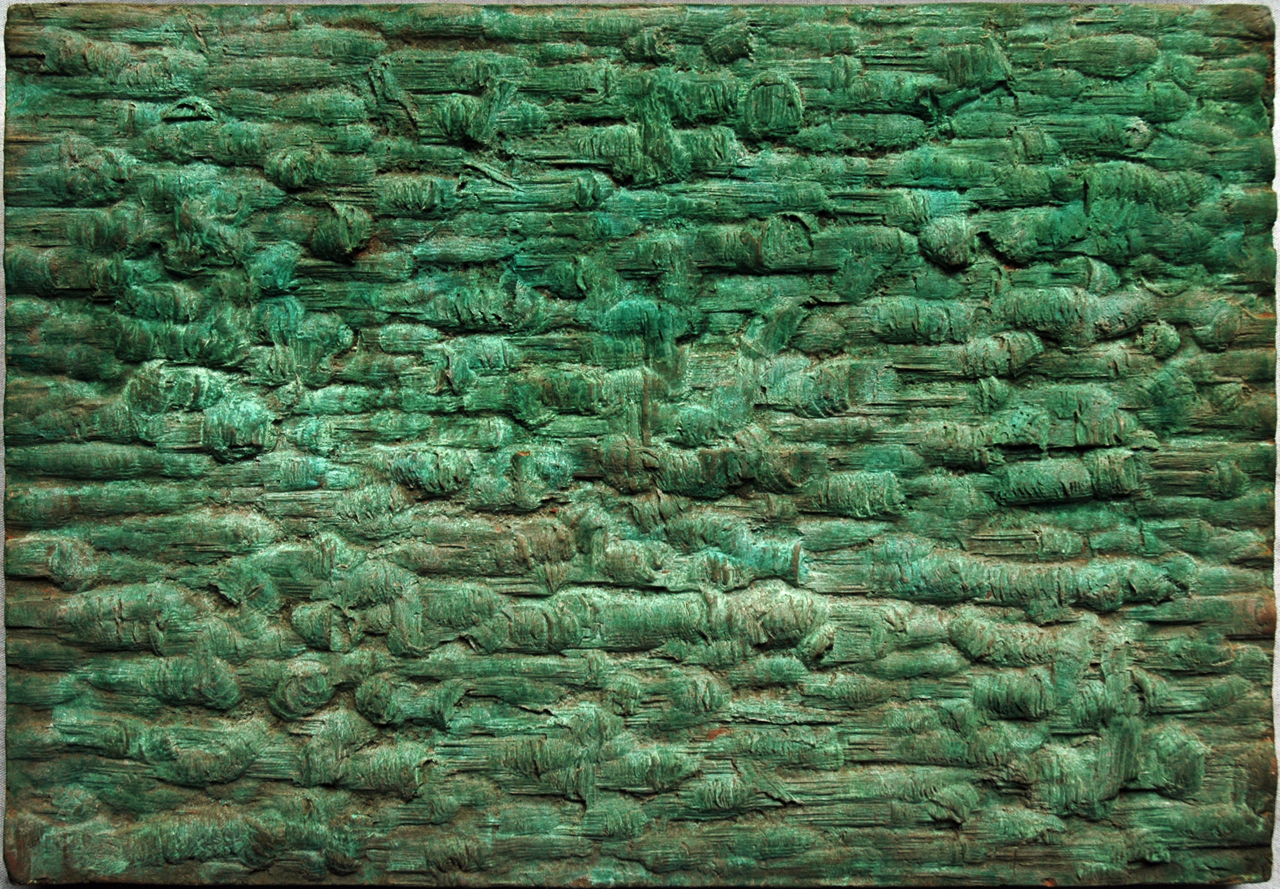
František Hodonský, Otisk z matrice (pálená hlína), 2011
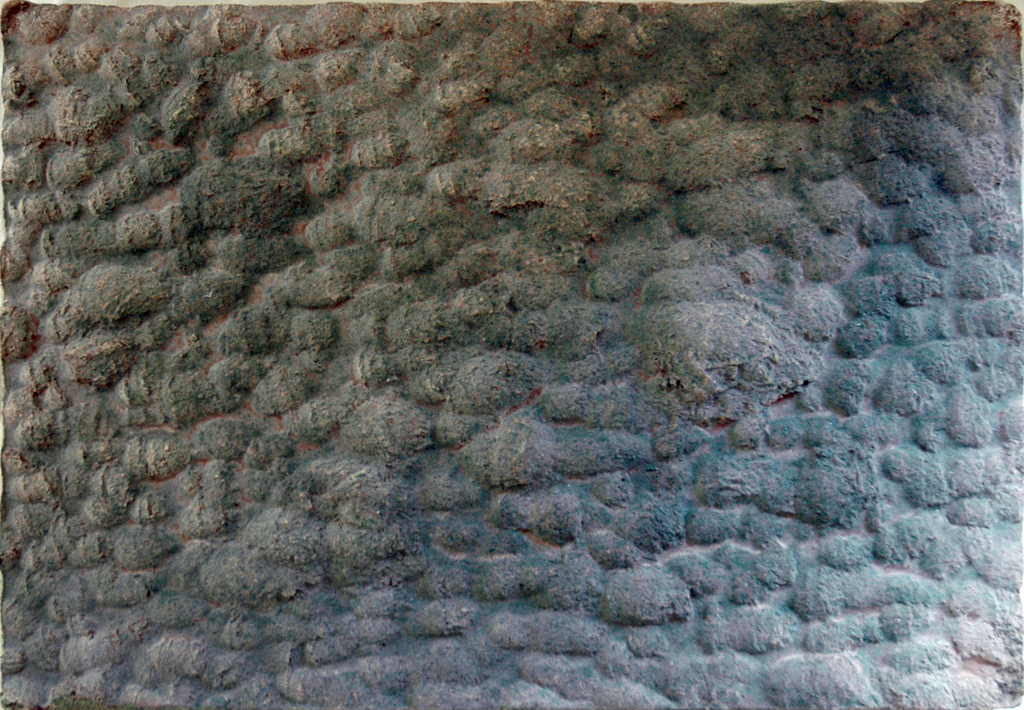
František Hodonský, Otisk z matrice II (pálená hlína), 2011

### Bibliofilské tisky
- František Hodonský: V krajinách, 2011, (vydáno vlastním nákladem) a
- František Hodonský: Linie tušení, 2013 (vydala Papírenská manufaktura Velké Losiny s.r.o.)

### Poezie
Básně Františka Hodonského se úzce vztahují k jeho malbě a barevnému cítění a doprovázejí jeho díla jako součást autorských katalogů. V roce 1994 vydal sbírku Krajiny – lazury (nakl. Gema Art)
Naděje
Stačí jen černá a červená
bílá místa dávají naději
že se s tím dá ještě něco dělat.
Zelená všechno uzavírá
s ní odchází obraz do světa.

### Zastoupení ve sbírkách (výběr)
- Národní galerie v Praze
- Moravská galerie v Brně
- Alšova jihočeská galerie v Hluboké nad Vltavou
- Severočeská galerie výtvarného umění v Litoměřicích
- Galerie středočeského kraje v Kutné Hoře
- Muzeum umění a designu Benešov
- Galerie moderního umění v Roudnici nad Labem
- Galerie moderního umění v Hradci Králové
- Galerie hlavního města Prahy
- Galerie Klatovy / Klenová
- Západočeská galerie v Plzni
- Galerie výtvarného umění v Ostravě
- Oblastní galerie v Liberci
- Galerie výtvarného umění v Hodoníně
- Horácká galerie v Novém Městě na Moravě
- Městská galerie, Brno
- Galerie umění Karlovy Vary
- Galerie výtvarného umění v Mostě
- Památník národního písemnictví
- Galerie Wettingen, Švýcarsko
- Galerie dřevořezu, Kyoto
- Gerard Černý Collection, Washington
- World Bank, Washington
- Česká národní banka

### Výstavy
- podrobně viz abART: František Hodonský - výstavy

### Monografie
- František Hodonský, (ed. Jaroslav Vanča), 320 s., vydavatel Galerie Dolmen s.r.o. Praha 2010, ISBN 9788087303122
- František Hodonský: Grafika, (ed. Jaroslav Vanča), nakl. Vltavín a Galerie Tutsch Praha 2012, ISBN 9788086587424

### Katalogy (výběr)
- František Hodonský ml., 1976, Kohoutek Jiří, kat. 6+4 s., ÚKDŽ Praha
- František Hodonský ml.: Obrazy a kresby, 1981, Pelikán Jaroslav, kat. 16 s., Zámek Valtice
- František Hodonský, 1987, Halířová Muchová Marie, kat. 28 s., GHM Prahy, GVU v Hodoníně
- František Hodonský: Obrazy, 1991, Sůva Josef, kat. 16 s., Galerie moderního umění v Hradci Králové
- František Hodonský: Plovoucí smaragdy: Výběr z díla 1962 - 2000, 2000, Petrová Eva, kat. 39 s., Oblastní galerie v Liberci, ISBN 8085050234
- František Hodonský: Smaragdová skořepina / Od linořezu k dřevořezu, 2005, Machalický Jiří, Šálková Jana, kat. 36 s., Galerie Via Art, Praha, Galerie Hollar Praha
- František Hodonský: Lužní: Kresby z 80. a 90. let, 2006, Neumannová Švaňková Eva, kat. 52 s., Severočeská galerie výtvarného umění v Litoměřicích
- František Hodonský, 2007, Machalický Jiří, kat. 44 s., Galerie Klatovy / Klenová
- František Hodonský: Doteky vody / Eidos Arche / Touches of Water, 2008, Drury Richard Frederick, Svoboda Petr, kat. 48 s., Galerie výtvarného umění v Mostě
- František Hodonský: Lužní formy / Floodplain forms, 2009, Drury Richard Frederick a kol., kat. 72 s., Galerie Dolmen, Praha, ISBN 9788087303054
- František Hodonský: Křehkosti, 2012, Hodonský František, Řeháková Hana, kat. 36 s., Východočeská galerie v Pardubicích
- František Hodonský: Dřevořezy, 2014, kat. 8 s., Galerie moderního umění v Roudnici nad Labem
- František Hodonský: Protější břeh, kat. 40 s., Rabasova galerie Rakovník 2016, ISBN 9788087406519
- František Hodonský: Mělké vody, text Petr Mach, 24 str., retrospektivní výstava v Galerii Mariánská, České Budějovice 2016